# Caulerpa prolifera
Caulerpa prolifera ist eine Grünalgenart der Gattung Caulerpa, die hauptsächlich im Mittelmeerraum und in Teilen des Atlantiks vorkommt. Sie wächst schnell und bildet auf sandigen Böden dichte Bestände.

## Beschreibung
Caulerpa prolifera (zu Deutsch Mittelmeer-Kriechsprossalge oder Blatt-Caulerpa) ist eine grüne Makroalge. Sie besteht wie andere Arten der Familie aus einer einzelnen Zelle, die jedoch mehrere Zellkerne besitzt (Syncytium). Die Pflanze besteht aus einer Struktur aus Rhizoiden und einem kriechenden Stolon. Aus diesem Stolon gehen blattähnliche Auswüchse hervor. Diese sind elliptisch geformt und sowohl die Thallusoberfläche als auch die  Ränder sind glatt. Die Größe variiert: Sie sind 30–150 Millimeter lang und 3–15 Millimeter breit.

## Verbreitung
Caulerpa prolifera kommt in dem Mittelmeer, im Schwarzen Meer und in warmen Gebieten des Atlantiks wie der Karibik und dem Golf von Mexiko vor.

## Biologie
Bei Caulerpa prolifera wachsen die wurzel-, blatt- und stängelähnlichen Strukturen (Rhizoid, Phylloid und Cauloid) im gleichen Maß. Wachstumszonen gibt es bei ihnen nur an den Rändern.
Caulerpa prolifera vermehrt sich hauptsächlich asexuell, indem Teile der Alge abbrechen und an einer anderen Stelle wieder festwachsen. Schon kleine Stücke genügen, damit sich eine ganze Pflanze ausbildet.